# Lee Ji-hyun
Lee Ji-hyun (이지현?, 李志賢?, I Ji-hyeonLR, I Chi-hyŏnMR; [i t͡ɕi çʌ̹n]; Taiyuan, 30 settembre 1992) è un goista sudcoreano.
Professionista dall'aprile 2010, nel 2011 è stato promosso 2 dan per essere arrivato alla fase finale del Guksu; nello stesso anno arriva ai quarti di finale del Chunwon. L'anno successivo è promosso 3 dan e avanza nuovamente fino ai quarti di finale del Chunwon.
Nel 2013 è promosso 4 dan. Nel 2015 arriva ai quarti di finale della LG Cup ed è promosso 5 dan.
Nel 2016 è promosso 6 dan. Nel 2018 è promosso 7 dan, e dopo due mesi 9 dan.
Nel 2020 vince la Maxim Cup battendo per 2-0 Shin Min-jun. L'anno successivo arriva nuovamente in finale, ma deve arrendersi per 0-2 a Kim Ji-seok.
È stato selezionato per la competizione maschile a squadre dei XIX Giochi asiatici, che si disputa nel settembre 2023: inserito come membro di riserva della squadra, ha ottenuto tre vittorie in tre partite nella fase eliminatoria, contribuendo al successo della squadra sudcoreana, che è acceduta alle semifinali come prima del girone. Nella fase finale Lee non ha partecipato: la Corea del Sud il Giappone per 5-0 e poi la Cina per 4-1 e ha conquistato la medaglia d'oro, che garantisce ai vincitori l'esenzione dal servizio militare nelle forze armate sudcoreane.
A dicembre 2024 ha perso la quarantasettesima edizione del Myungin, sconfitto da Park Jung-hwan.
Ad aprile 2025 ha vinto nuovamente la Maxim Cup, battendo per 2-1 Shin Jin-seo.